# Carl Tersmeden
Carl Tersmeden, född den 23 april 1715 på Larsbo bruk i Dalarna, död den 25 december 1797, var en svensk amiral och memoarförfattare.

## Uppväxt och ungdomsår
Carl Tersmeden var son till bergsrådet Jacob Tersmeden d.ä. och Elisabeth Gangia och yngre bror till bruksägaren Jacob Tersmeden d.y.. Efter att ha vistats vid Uppsala universitet som kautionsstudent blev Tersmeden 1730 volontär i Stockholm, där han började sin sjömilitära karriär som skeppstimmermanslärling under ett år. Han befordrades 1733 till arklimästare och var tjänstledig för tjänstgöring i generalstaternas flotta 1735-1738 och vid den brittiska flottan 1738-1740. Återkommen blev Tersmeden löjtnant 1740 och konstituerades året därpå till kaptenlöjtnant genom Fredrik I:s ingripande, eftersom Tersmedens utländska krigstjänst gjort att hans karriär försenats i förhållande till hemmavarande kamraters.

## Karriär
Tersmeden deltog i hattarnas olyckliga krig och var med att slå ned Dalupproret 1743. Han fick 1743 order att infånga den dödsdömde generalen Lewenhaupt som lyckats rymma från sitt fängelse och blev sedan utan grund beskylld för att ha förrått denne. Genom sin barndomsvän Hedvig Taube kom Tersmeden i kontakt med kung Fredrik och blev en av dennes favoriter. Under perioden 1749-1763 var Tersmeden verksam vid fästningsbyggandet på Sveaborg under Ehrensvärds befäl. Han blev kapten vid skärgårdsflottan 1751 och kommendörkapten vid örlogsflottan 1755. Då Tersmeden just då var kommenderad till sjöss undvek han all inblandning i det kungliga kuppförsöket 1756. Upptagen på Sveaborg deltog han inte i det Pommerska kriget. 
I och med faderns adlande 1751 upphöjdes även Tersmeden och hans syskon i adligt stånd. Sedan en brytning inträffat med Ehrensvärd blev Tersmeden förflyttad till Karlskrona 1764 där han blev kommendör och varschef 1771.  Tersmeden befordrades 1772 till konteramiral vid skärgårdsflottan och chef för Stockholmseskadern, varvid hans uppgift var att förmå flottan att stödja kungen vid Gustav III:s statskupp. Som belöning blev han varvsamiral i Karlskrona och bara två år senare viceamiral vid örlogsflottan. Efter 1781 motarbetade han sin efterträdare som varvsamiral, Fredrik Henrik af Chapman.

## Memoarer
Carl Tersmedens skrev omfattande memoarer eller som han själv valde att kalla dem, Lefnadsjournaler. Verket är väl tilltaget med ungefär 11 000 foliosidor. I memoarerna ges ofta noggranna miljöbeskrivningar och hans egna bedrifter lyfts gärna fram. Förutom slagen Tersmeden medverkade i finns bland annat väl beskrivet framförandet av Gustafs skål på Skeppsholmen revolutionsnatten 19 augusti 1772 till Gustav III:s ära.